# MArG 155
Multi-terrain Artillery Gun (MArG) 155 – это единственная в мире 155-мм артиллерийская установка 39 калибра, установленная на 4×4 HMV. Машина весит 18 тонн и может использоваться даже в горных районах. Оружейная система оснащена функциями "выстрелил" и "ушел", что обеспечивает передовые технические характеристики и высокую степень интеграции.
Самоходка вооружена 155-мм 39-клб орудийной системой TC-20 – версией гаубицы UHL. Нарезной ствол с дульным тормозом закреплен на противооткатных устройствах и механизмах наведения. Используются элементы готового лафета версии All-Steel, выполненные полностью из стали (лафет UHL также может изготавливаться из титана или иметь смешанную конструкцию). Обеспечена наводка по горизонтали в пределах 25° от продольной оси с возвышением до 72°.
В ящиках для боекомплекта MArG 155–BR перевозит 18 выстрелов раздельного заряжания. Первые три выстрела орудие может сделать за 30 сек. Устоявшийся темп длительной стрельбы – 42 выстр./ч. При использовании обычных снарядов, дальность достигает стандартных 24 км. Активно-реактивный боеприпас увеличивает этот параметр
Армения заказала cay Marg 155/39 на сумму 155,5 миллионов долларов, поставки будут длиться 3 года